# Раймон Арно I (виконт Дакса)

Виконтство Дакс на карте Гаскони

Раймон Арно I (фр. Raymond Arnaud I; умер после 3 декабря 1088) — виконт Дакса в 1050/1055 — 1058/1059 годах и с 1065 года.
Родился около 1030/1035 года. Сын и наследник Арно II. В 1058 или 1059 году изгнан из Дакса своим дядей Гарсией Арно. После его смерти (1065 год) вернул власть над виконтством.
Последний раз прижизненно упоминается в документе, датированном 3 декабря 1088 года.
Имя и происхождение жены не известны. Дети:
- Навар (погиб в бою в 1090 или позднее) — виконт Дакса
- Наварра (умер после 1080/1090)
- Арно III (умер в 1090-е) — виконт Дакса. Отец Пьера I Арно (умер в 1140/1142), последнего представителя старшей линии первой династии виконтов Дакса, после смерти которого его владения унаследовала сестра Гвирельда, жена Арно Дата, сеньора де Микс.